# Уесли Чу
Уесли Чу (на английски: Wesley Chu, на китайски: 朱恆昱) е тайвански актьор и писател на произведения в жанра научна фантастика, фентъзи, трилър и хорър.

## Биография и творчество
Уесли Чу е роден на 23 септември 1976 г. в Тайпе, Тайван. Първоначално е отгледан от баба си и дядо си в Тайван, докато родителите му следват в Съединените щати. През 1982 г. се мести при тях в Линкълн, Небраска, а по-късно се установяват в Чикаго през 1990 г. Там става майстор на кунг фу и гимнастик. Получава диплома по управленски информационни системи от Университета на Илинойс. След дипломирането си работи като консултант, след което прекарва десет години в банковата индустрия. Снима се в киното и телевизията във второстепенни роли (като Шеф Банзай във Фред Клаус), работи и като каскадьор, член на Гилдията на актьорите, и се снима в няколко нашумели реклами на Чикаго Блекхоукс заедно с множество знаменитости.
Първият му роман „Животът на Тао“ от поредицата „Тао“ е представен през 2011 г. на издателство Angry Robot като част от техния процес „Отворена врата“ и е публикуван през 2013 г. ИТ техникът Роен изведнъж разбира, че е обсебен от древна извънземна форма на живот, наречена Тао, чиято раса е попаднала на планета случайно при авария по време на зараждането на живота на Земята. Тази раса се стреми да напусне планетата, но затова са и нужни хората и бързото развитие на цивилизацията. Но самите извънземни са разделени на две фракции, миролюбиви и диви, и водят война помежду си, а Роен трябва да тренира, за да бъде герой, и да защити човешкия род. Романът печели през 2014 г. наградата „Алекс“ за юношеска книга на Библиотечната асоциация и наградата за най-добър нов писател през 2015 г. От 2014 г. Чу се посвещава предимно на писателската си кариера, макар и да участва като асоцииран вицепрезидент в банка.
През 2019 г. романът му в съавторство с писателката Касандра Клеър „Червените магически свитъци“ от поредицата „Най-древните проклятия“ става бестселър №1 в списъка на бестселърите на „Ню Йорк Таймс“. Той е част от света на ловците на сенки на Касандра Клеър, който проследява приключенията на магьосника Магнус Бейн и ловеца на сенки Алек Лайтууд. В Париж двамата започват да преследват демонопоклонническия култ „Алената ръка“, който създава хаос по света.
През 2022 г. е издаден романът му „Изкуството на пророчеството“ от поредицата „Военни изкуства“. Главният герой Уен Джиан е Избраният, роден да победи безсмъртния Вечен Хан и да спаси кралството. Но пророчеството се оказва грешно, и осланяйки се на доброто си обучение Джиан предприема собствен път към спасяване на кралството с необичайната помощ на трима приятели – старият му учител Тайши, война Сали и убиеца Кизами. Списанието за литература Kirkus Reviews определя романа за една от най-добрите книги за научна фантастика и фентъзи на годината. Предпочетен е и за телевизионна екранизация.
Писателят е запален геймър и сътрудник на списанието Famous Monsters of Filmland.
Уесли Чу живее със семейството си в Лос Анджелис.

## Произведения

### Самостоятелни романи
- Typhoon (2019)[1][3]

### Поредица „Тао“ (Tao)
1. The Lives of Tao (2013) – награда „Алекс“ и награда за ной-добър нов писател[1][2][3][4]
2. The Deaths of Tao (2013)
3. The Rebirths of Tao (2014)

- The Days of Tao (2016) – новела

### Поредица „Спасител на времето“ (Time Salvager)
1. Time Salvager (2015)[1][2][3][4][4]
2. Time Siege (2016)

### Поредица „Йо“ (Io)
1. The Rise of Io (2016)[1][2][3]
2. The Fall of Io (2019)

#### Поредица „Най-древните проклятия“ (The Eldest Curses) – сКасандра Клеър
част от Вселената на Ловците на сенки
1. The Red Scrolls of Magic (2019)[1][3]
Червените магически свитъци, изд.: ИК „Ибис“, София (2020), прев. Вера Паунова
2. The Lost Book of the White (2020)
Изгубената Бяла книга, изд.: ИК „Ибис“, София (2022), прев. Вера Паунова
3. The Black Volume of the Dead (2022?)

### Поредица „Военни изкуства“ (War Arts)
1. The Art of Prophecy (2022)[1][2][3]
2. The Art of Destiny (2023)

### Разкази
- In Dreams Begin (2020) – с Касандра Клеър

## Филмография
- A Series of Small Things (2005)
- Фред Клаус, Fred Claus (2007)
- Keeper of the Necklace (2007)
- The Art of Pain (2008)